# Holochlamys beccarii
Holochlamys beccarii (Engl.) Engl. – gatunek wieloletnich, wiecznie zielonych roślin zielnych z monotypowego rodzaju Holochlamys z plemienia Spathiphylleae w rodzinie obrazkowatych, występujących na Nowej Gwinei, gdzie zasiedlają brzegi strumieni lub skały w lasach deszczowych. Nazwa rodzaju pochodzi od greckich słów όλος ('olos – zupełny, cały) i χλαμύς (chlamys – krótki płaszcz) i odnosi się do zrośniętych listków okwiatu; nazwa gatunkowa beccari została nadana na cześć Odoardo Beccari, włoskiego botanika, który odkrył m.in. dziwidło olbrzymie.

## Morfologia
ŁodygaKrótka, pionowa łodyga, z obecnymi trichosklereidami.
LiścieRośliny tworzą kilka liści właściwych na wierzchołkowo kolankowatych ogonkach, o blaszce podłużno-eliptycznej lub jajowatej do lancetowatej, często skośnej, o ostrym lub zaostrzonym wierzchołku i klinowatej do okrągłej nasadzie. Nerwacja pierwszorzędowa pierzasta, zbiegająca się do żyłki marginalnej, dalsze użyłkowanie równoległo-pierzaste.
KwiatyRośliny tworzą pojedynczy kwiatostan typu kolbiastego pseudancjum na pędzie kwiatostanowym krótszym od ogonków liściowych. Pochwa kwiatostanu biała, z wyraźnym nerwem głównym i pierzastym użyłkowaniem pierwszego rzędu, lekko obejmująca kolbę, po przekwitnięciu szybko odpadająca i rozkładająca się. Kolba siedząca lub osadzona na krótkiej szypule, cylindryczna, pokryta obupłciowymi kwiatami. Okwiat złożony z 4 ściętych listków zrośniętych w kubkowatą strukturę. Kwiaty zbudowane z 3 wolnych pręcików i pojedynczej zalążni. Pręciki o krótkich, podłużnych nitkach i podłużnych pylnikach, otwierających się przez podłużną szczelinę. Zalążnia niemal cylindryczna do jajowatej, 1-komorowa, zawierająca wiele anatropowych zalążków, powstających z bazalnego łożyska. Szyjka słupka cylindryczna, mniej więcej średnicy zalążni, zakończona podłużno-eliptycznym znamieniem.
OwoceJagody zawierające od 1 do kilku podłużno-eliptycznych nasion o gładkiej lub delikatnie pomarszczonej łupinie. Bielmo obfite.
GenetykaLiczba chromosomów 2n = 60.

## Zastosowania
Rośliny magiczneW Papuazji Holochlamys beccari stosowana jest w połączeniu z Pisonia longirostris i Angiopteris evecta do przeciwdziałania efektom czarów.
Rośliny jadalneMłode korzenie i pędy tej rośliny są żute.